# 小白龍 (電視劇)
《小白龍》（英語：The White Dragon Lad），1989年亞洲電視製作的古裝武俠劇集，監製丁亮及譚新源。
故事及人物改編自馮寶寶主演的《三招了》、《飛俠小白龍》等電影，分為「勤王記」、「死城記」、「鋤奸記」、「續命記」四部分。 本劇為當年亞視推出的「武俠新紀元」系列的其中一部。男主角小白龍由女演員吳茜薇反串演出。

## 演員表

### 主要人物
- 吳茜薇 飾 小白龍
- 龐秋雁 飾 秋葉公主
- 黃樹棠 飾 三招了

### 勤王記
- 司馬華龍 飾 大理皇帝
- 張　錚 飾 二王爺
- 劉宗基 飾 風侍衛
- 譚榮傑 飾 崔侍衛
- 譚德成 飾 金侍衛
- 戴偉光 飾 馬昆
- 蔡國慶 飾 朱大
- 羅　烈 飾 龍真
- 陳穎芝 飾 龍小君
- 湯國明 飾 大理太子

### 死城記
- 敖　龍 飾 趙虎
- 吳　剛 飾 喬捕快
- 劉雲峰 飾 于管家
- 鄧德光 飾 趙虎家僕
- 徐有朋 飾 趙虎家僕
- 何威健 飾 阿寶
- 阮令濤 飾 道長
- 魏平澳 飾 卜卦人

### 鋤奸記
- 江　圖 飾 張久
- 苗金鳳 飾 張夫人
- 金興賢 飾 秦丹
- 吳廷燁 飾 商承志
- 梁錦燊 飾 上官昆
- 鄧漢雄 飾 商承志部下
- 吳仕德 飾 商承志部下
- 李淩江 飾 商承志部下
- 黃素歡 飾 翠兒
- 王沛良  飾 王申

### 續命記
- 曹達華 飾 赤松真人
- 彭文堅 飾 青和
- 榮　飆 飾 葉信
- 陳植槐 飾 華傑
- 周秀蘭 飾 華希文
- 魯振順 飾 石俊

## 電視節目的變遷
| 亞洲電視本港台 星期二至五 20:30-21:00 劇集時段      | 亞洲電視本港台 星期二至五 20:30-21:00 劇集時段 | 亞洲電視本港台 星期二至五 20:30-21:00 劇集時段 |
| --------------------------------------------------- | ---------------------------------------------- | ---------------------------------------------- |
|                                                     | （1989年11月21日 - 1989年12月15日）            |                                                |
| 無字天書 （1989年11月7日 - 1989年11月17日）         | 火燒紅蓮寺 （1989年12月19日 - 1990年1月5日）   |                                                |
| 亞洲電視本港台 星期二至六 04:25-05:35 深晨時段 重播 |                                                |                                                |
| 愛情蝙蝠俠 （2006年9月8日 - 2006年9月21日）         | （2006年9月22日 - 2006年10月4日）              | 藍月亮 （2006年10月4日 - 2006年10月16日）      |
| 亞洲電視本港台 星期二至六 04:20-05:20 深晨時段 重播 |                                                |                                                |
| 藍月亮 （2011年4月30日 - 2011年5月12日）            | （2011年5月13日 - 2011年5月24日 ）             | 街市忍者 （2011年5月25日 - 2011年6月21日）     |